# Coppa di Serbia 2010-2011 (pallavolo femminile)
La Coppa di Serbia di pallavolo femminile 2010-2011 è stata la 5ª edizione della coppa nazionale di Serbia e si è svolta dal 9 novembre 2010 al 20 febbraio 2011. Alla competizione hanno partecipato 16 squadre e la vittoria finale è andata per la seconda volta consecutiva alla Ženski odbojkaški klub Crvena zvezda.

## Regolamento
Alla competizione prendono parte sedici squadre: dieci provenienti dalla Superliga più altre sei proveniente dalla Prva Liga e le altre categorie minori. Le gare degli ottavi di finale si svolgono in gara unica, mentre quelle dei quarti di finale in gare di andata e ritorno. Le quattro squadre vincenti ai quarti si qualificano per la final-four.

## Squadre partecipanti
| - Dinamo Pančevo - Smeč 5 - Gimnazijalac Kraljevo - Jedinstvo Stara Pazova - Jedinstvo Užice - Klek Srbijašume - Kolubara - Novi Sad | - Poštar - Radnički Belgrado - Spartak Subotica - Student Niš - Stella Rossa - TENT - Vizura - Vizura Belgrado 2 |

## Risultati

### Calendario

#### Ottavi di finale
| 9 novembre 2010 - ore 16:00 Sala OŠ Dositej Obradović, Vrba     | Gimnazijalac Kraljevo  | 0 - 3 | Dinamo Pančevo      | 15-25, 14-25, 14-25               |
| 9 novembre 2010 - ore 18:00 Sala Doma učenika Artem, Kragujevac | Smeč 5 Kragujevac      | 1 - 3 | ŽOK Klek            | 28-26, 23-25, 18-25, 16-25        |
| 9 novembre 2010 - ore 18:30 Sala OŠ Mika Antić, Niš             | Student Niš            | 0 - 3 | Tent Obrenovac      | 4-25, 15-25, 19-25                |
| 9 novembre 2010 - ore 19:00 Dvorana SD Radnički, Belgrado       | Radnički Belgrado      | 3 - 2 | Spartak Subotica    | 22-25, 23-25, 25-16, 25-17, 15-10 |
| 9 novembre 2010 - ore 19:15 Dvorana SC Slana Bara, Novi Sad     | ŽOK Novi Sad           | 1 - 3 | Jedinstvo Užice     | 21-25, 22-25, 25-9, 14-25         |
| 9 novembre 2010 - ore 20:00 Dvorana SRC Kolubara, Lazarevac     | Kolubara Lazarevac     | 0 - 3 | Stella Rossa        | 18-25, 19-25, 18-25               |
| 10 novembre 2010 - ore 17:00 Hala sportova, Stara Pazova        | Jedinstvo Stara Pazova | 1 - 3 | Vizura Belgrado     | 18-25, 25-22, 17-25, 12-25        |
| 10 novembre 2010 - ore 20:00 Dvorana Vizura, Belgrado           | Vizura Belgrado 2      | 3 - 2 | Poštar 064 Belgrado | 24-26, 25-27, 25-19, 25-18, 15-13 |

#### Quarti di finale

##### Andata
| 22 dicembre 2010 - ore 19:00 Dvorana Strelište, Pančevo | Dinamo Pančevo    | 0 - 3 | Vizura Belgrado   | 12-25, 19-25, 19-25 |
| 22 dicembre 2010 - ore 19:00 Dvorana Miloš Grbić, Klek  | ŽOK Klek          | 0 - 3 | Radnički Belgrado | 7-25, 15-25, 14-25  |
| 22 dicembre 2010 - ore 19:30 Dvorana Veliki park, Užice | Jedinstvo Užice   | 0 - 3 | Tent Obrenovac    | 15-25, 21-25, 22-25 |
| 22 dicembre 2010 - ore 20:30 Dvorana Vizura, Belgrado   | Vizura Belgrado 2 | 1 - 3 | Stella Rossa      | 14-25, 7-25, 13-25  |

##### Ritorno
| 25 dicembre 2010 - ore 18:00 Šumice Sport Center, Belgrado                 | Stella Rossa      | 3 - 0 | Vizura Belgrado 2 | 25-11, 25-15, 25-19        |
| 25 dicembre 2010 - ore 19:00 Dvorana SD Radnički, Belgrado                 | Radnički Belgrado | 3 - 0 | ŽOK Klek          | 25-5, 25-16, 25-19         |
| 25 dicembre 2010 - ore 19:00 Sportsko-kulturni centar Obrenovac, Obrenovac | Tent Obrenovac    | 3 - 0 | Jedinstvo Užice   | 25-15, 25-14, 25-21        |
| 25 dicembre 2010 - ore 19:30 Dvorana Vizura, Belgrado                      | Vizura Belgrado   | 3 - 1 | Dinamo Pančevo    | 25-23, 25-23, 17-25, 25-18 |

### Final-four

#### Tabellone
|  | Semifinali        | Semifinali        | Semifinali |        |              | Finale       | Finale | Finale |  |
|  |                   |                   |            |        |              |              |        |        |  |
|  | TENT              | TENT              | 0          |        |              |              |        |        |  |
|  | TENT              | TENT              | 0          |        |              |              |        |        |  |
|  | Stella Rossa      | Stella Rossa      | 3          |        |              |              |        |        |  |
|  | Stella Rossa      | Stella Rossa      | 3          |        | Stella Rossa | Stella Rossa | 3      |        |  |
|  |                   |                   |            |        | Stella Rossa | Stella Rossa | 3      |        |  |
|  |                   |                   | Vizura     | Vizura | 0            |              |        |        |  |
|  | Vizura            | Vizura            | Vizura     | Vizura | 0            | 3            |        |        |  |
|  | Vizura            | Vizura            |            |        |              |              |        |        |  |
|  | Radnički Belgrado | Radnički Belgrado | 0          |        |              |              |        |        |  |

#### Calendario

##### Semifinali
| 19 febbraio 2011 - ore 17:30 Šumice Sport Center, Belgrado | Tent Obrenovac  | 0 - 3 | Stella Rossa      | 17-25, 16-25, 21-25 |
| 19 febbraio 2011 - ore 20:00 Šumice Sport Center, Belgrado | Vizura Belgrado | 3 - 0 | Radnički Belgrado | 25-18, 25-15, 25-11 |

##### Finale
| 20 febbraio 2011 - ore 20:00 Šumice Sport Center, Belgrado | Stella Rossa | 3 - 0 | Vizura Belgrado | 25-20, 25-15, 25-22 |